# Сталь Гадфильда
Сталь Гадфильда — сталь (11—14,5 % Mn, 0,9—1,3 % С) с высоким сопротивлением износу (истиранию) при больших давлениях или ударных нагрузках, также для неё характерна высокая пластичность. Предложена в 1882 году английским металлургом Робертом Гадфильдом.
Обозначение марки стали в соответствии с ГОСТ 977-88 «Отливки стальные. Общие технические условия» — 110Г13Л. Сталь Гадфильда сильно наклёпывается при ударных нагрузках. Из неё изготавливают траки гусениц танков, тракторов, машин, щёки дробилок, рельсовые крестовины, стрелочные переводы, работающие в условиях ударных нагрузок и истирания, а также — оконные решётки в тюрьмах, которые невозможно перепилить. Отливки из стали редко подвергаются дополнительной обработке, так как она плохо обрабатывается резанием из-за наклёпа поверхности в процессе резания.

## Химический состав
ГОСТ 2176-77 «Отливки из высоколегированной стали со специальными свойствами. Общие технические условия»:
| Атом | %           | Описание |
| ---- | ----------- | -------- |
| Fe   | 82          | Железо   |
| Mn   | 11,50—15,00 | Марганец |
| С    | 0,90—1,40   | Углерод  |
| Si   | 0,30—1,00   | Кремний  |
| Cr   | ⩽ 1,0       | Хром     |
| Ni   | ⩽ 1,0       | Никель   |
| Cu   | ⩽ 0,30      | Медь     |
| S    | ⩽ 0,050     | Сера     |
| P    | ⩽ 0,120     | Фосфор   |

## Использование
Сталь Гадфильда явилась первой легированной сталью массового производства.

### Железнодорожные крестовины
Сталь Гадфильда обладает высоким сопротивлением износу при ударных нагрузках и является основным материалом для изготовления железнодорожных крестовин.

### Пехотные шлемы

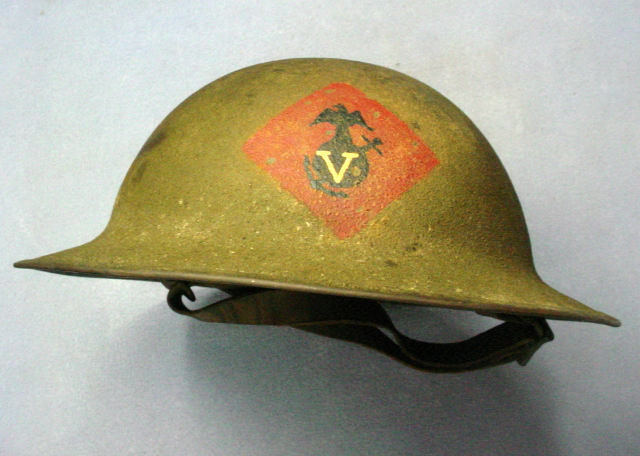
Английский пехотный шлем Первой мировой войны

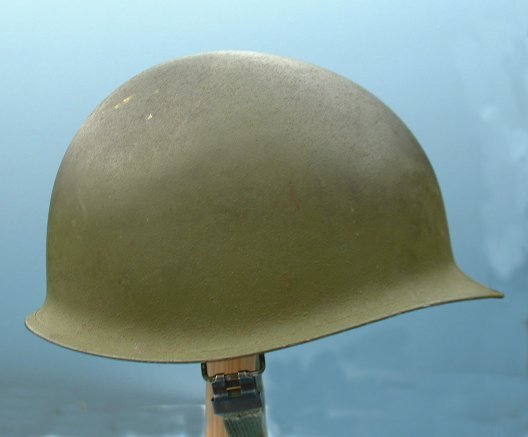
Пехотный шлем М1 сухопутных войск США

Из листовой стали Гадфильда были изготовлены пехотные шлемы (Helmet, steel, Mark I), принятые на вооружение британской армии в 1915 году, и американской армии в 1917 году под обозначением М1917, широко применявшиеся указанными сторонами в годы Первой мировой войны — общее количество шлемов этого типа превысило 7,5 млн экземпляров. В армии США в 1942 году был принят шлем М1 из немагнитной стали Гадфильда, прослуживший в сухопутных войсках и корпусе морской пехоты вплоть до начала 1980-х годов, когда ему на смену пришёл шлем типа PASGT из органопластика. Объём выпуска шлема М1 превысил 20 млн экземпляров.

### Танковые гусеницы
Применение стали Гадфильда для изготовления траков танковых гусениц впервые было освоено британской фирмой «Vickers-Armstrongs» в конце 1920-х годов. Указанная сталь позволила значительно увеличить ресурс гусениц танков с 500 км пробега (рекорд периода Первой мировой войны) до 4800 км.
В СССР выплавку стали Гадфильда освоили к 1936 году.

### Тюремные наоконные решётки
Применение стали Гадфильда для изготовления решёток в тюрьмах явилось, пожалуй, самым изобретательным приёмом против заключённых. Даже имея пилу по металлу, перепилить такую решётку невозможно, поскольку в процессе резания происходит сильный наклёп обрабатываемой поверхности, и как следствие — упрочнение, увеличение твёрдости до твёрдости режущей её пилы и выше. Этот фактор и обусловливает невозможность перепилить решетку, изготовленную из стали Гадфильда.